# Devaughn Elliott
Devaughn Elliott (n. San Cristóbal y Nieves, 28 de octubre de 1991) es un futbolista sancristobaleño que juega como delantero y actualmente milita en el Village Superstars de la SKNFA Superliga de San Cristóbal y Nieves.
Fue el primer jugador oriundo de San Cristóbal y Nieves en jugar de forma profesional en México.

## Clubes
| Club                   | País                   | Año           |
| ---------------------- | ---------------------- | ------------- |
| Positive Vibes         | San Cristóbal y Nieves | 2009 - 2010   |
| Village Superstars     | San Cristóbal y Nieves | 2010 - 2013   |
| W Connection           | Trinidad y Tobago      | 2013 - 2015   |
| Pasaquina FC           | El Salvador            | 2015          |
| Murciélagos FC         | México                 | 2016          |
| Pittsburgh Riverhounds | Estados Unidos         | 2017          |
| Antigua GFC            | Guatemala              | 2017          |
| Pasaquina FC           | El Salvador            | 2018          |
| Village Superstars     | San Cristóbal y Nieves | 2018-2019     |
| Newtown United FC      | San Cristóbal y Nieves | 2019          |
| Village Superstars     | San Cristóbal y Nieves | 2023-presente |

## Selección nacional
Ha sido internacional con la Selección de fútbol de San Cristóbal y Nieves; donde hasta ahora, ha jugado 24 partidos internacionales y ha anotado 4 goles, por el seleccionado sancristobaleño.